# Chiroderma villosum
Chiroderma villosum је врста слепог миша из породице Phyllostomidae.

## Распрострањење
Ареал врсте Chiroderma villosum обухвата већи број држава.
Врста је присутна у Бразилу, Мексику, Венецуели, Перуу, Еквадору, Боливији, Тринидаду и Тобагу, Колумбији, Панами, Никарагви, Костарици, Гватемали, Хондурасу, Салвадору, Белизеу, Гвајани, Суринаму и Француској Гвајани.

## Станиште
Станиште врсте су шуме.

## Угроженост
Ова врста је наведена као последња брига, јер има широко распрострањење и честа је врста.